# Flandern-Rundfahrt 1995
Die Flandern-Rundfahrt 1995 war die 79. Austragung der Flandern-Rundfahrt, eines eintägigen Straßenradrennens. Es wurde am 2. April 1995 über eine Distanz von 261 km ausgetragen. Das Rennen wurde von Johan Museeuw vor Fabio Baldato und Andreï Tchmil gewonnen.

## Teilnehmende Mannschaften
| Mapei-GB-Latexco GB-MG Boys Maglificio-Technogym Lotto-Isoglass Carrera Jeans-Tassoni | TVM-Polis Direct Mercatone Uno-Saeco Novell Gewiss-Ballan | Lampre-Panaria Polti-Granarolo-Santini Refin-Cantina Tollo Deutsche Telekom-Merckx-Audi | Festina-Lotus Brescialat-Fago Motorola Vlaanderen 2002-Eddy Merckx | Asfra Racing Team-Orlans-Blaze Castorama Palmans-Inco Coating ZG Mobili-Selle Italia | Collstrop-Lystex GAN Banesto Kelme-Avianca-Gios |

## Ergebnis
| Rang | Fahrer             | Team                          | Zeit       |
| ---- | ------------------ | ----------------------------- | ---------- |
| 1    | Johan Museeuw      | Mapei-GB-Latexco              | 6h 36' 24" |
| 2    | Fabio Baldato      | MG Boys Maglificio-Technogym  | + 1' 27"   |
| 3    | Andreï Tchmil      | Lotto-Isoglass                | gl. Zeit   |
| 4    | Claudio Chiappucci | Carrera                       | + 2' 03"   |
| 5    | Gianluca Bortolami | Mapei-GB-Latexco              | gl. Zeit   |
| 6    | Jesper Skibby      | TVM-Bison Kit                 | gl. Zeit   |
| 7    | Michele Bartoli    | Mercatone Uno-Saeco-Magniflex | + 2' 05"   |
| 8    | Viatcheslav Ekimov | Novell                        | + 3' 25"   |
| 9    | Max Sciandri       | MG Boys Maglificio-Technogym  | gl. Zeit   |
| 10   | Franco Ballerini   | Mapei-GB-Latexco              | gl. Zeit   |